# ريتشارد باشمان
ريتشارد باشمان (بالإنجليزية: Richard Bachman)‏ هو لاعب هوكي جليد أمريكي، ولد في 25 يوليو 1987 في سولت ليك في الولايات المتحدة.

## وصلات خارجية
- ريتشارد باشمان على موقع دوري الهوكي الوطني (الإنجليزية)
- ريتشارد باشمان على موقع EliteProspects.com (الإنجليزية)
- ريتشارد باشمان على موقع HockeyDB.com (الإنجليزية)
- ريتشارد باشمان على موقع Hockey-Reference.com (الإنجليزية)